# Heartbeat: The Abbreviated King Crimson
Heartbeat: The Abbreviated King Crimson je výběrové EP britské rockové skupiny King Crimson. Bylo vydáno v roce 1991 (viz 1991 v hudbě).

## Seznam skladeb
1. „The King Crimson Barber Shop“ (Levin) – 1:31
Předtím nevydaná skladba.
2. „21st Century Schizoid Man“ (Fripp, McDonald, Lake, Giles, Sinfield) – 4:43
Zkrácená verze. Z alba In the Court of the Crimson King. (1969)
3. „The Court of the Crimson King“ (McDonald, Sinfield) – 4:54
Zkrácená verze. Z alba In the Court of the Crimson King. (1969)
4. „Elephant Talk“ (Belew, Bruford, Fripp, Levin) – 3:33
Zkrácená verze. Z alba Discipline. (1981)
5. „Matte Kudasai“ (Belew, Bruford, Fripp, Levin) – 3:46
Z alba Discipline. (1981)
6. „Heartbeat“ (Belew, Bruford, Fripp, Levin) – 2:57
Zkrácená verze. Z alba Beat. (1982)
7. „Medley“ – 1:20